# Snowboard-Weltcup 2025/26
Der Snowboard-Weltcup 2025/26 ist eine von der FIS organisierte Wettkampfserie, die am 27. November 2025 in Mylin (China) beginnen und am 29. März 2026 in Mont Sainte-Anne (Kanada) und Silvaplana (Schweiz) enden soll. Ausgetragen werden Wettbewerbe im Alpin-Snowboard (Parallelslalom und Parallel-Riesenslalom), Snowboardcross, und Freestyle-Snowboard (Halfpipe, Slopestyle und Big Air).
Höhepunkt der Saison sind die Olympischen Winterspiele 2026, bei denen die Snowboardwettbewerbe in Livigno (Italien) ausgetragen werden.

## Snowboard Alpin

### Kalender

#### Einzel
| Datum      | Ort               | Disziplin             |
| ---------- | ----------------- | --------------------- |
| 27.11.2025 | Mylin             | Parallelslalom        |
| 28.11.2025 | Mylin             | Parallelslalom        |
| 06.12.2025 | Thaiwoo           | Parallel-Riesenslalom |
| 07.12.2025 | Thaiwoo           | Parallel-Riesenslalom |
| 13.12.2025 | Cortina d’Ampezzo | Parallel-Riesenslalom |
| 18.12.2025 | Carezza           | Parallel-Riesenslalom |
| 20.12.2025 | Davos             | Parallelslalom        |
| 10.01.2026 | Scuol             | Parallel-Riesenslalom |
| 13.01.2026 | Bad Gastein       | Parallelslalom        |
| 17.01.2026 | Bansko            | Parallel-Riesenslalom |
| 18.01.2026 | Bansko            | Parallel-Riesenslalom |
| 23.01.2026 | Simonhöhe         | Parallel-Riesenslalom |
| 31.01.2026 | Rogla             | Parallel-Riesenslalom |
| 28.02.2026 | Krynica           | Parallel-Riesenslalom |
| 01.03.2026 | Krynica           | Parallel-Riesenslalom |
| 07.03.2026 | Špindlerův Mlýn   | Parallelslalom        |
| 08.03.2026 | Špindlerův Mlýn   | Parallelslalom        |
| 14.03.2026 | Val Saint-Côme    | Parallel-Riesenslalom |
| 15.03.2026 | Val Saint-Côme    | Parallel-Riesenslalom |
| 21.03.2026 | Winterberg        | Parallelslalom        |

#### Mixed-Team
| Datum      | Ort         | Disziplin             |
| ---------- | ----------- | --------------------- |
| 14.01.2026 | Bad Gastein | Parallelslalom        |
| 24.01.2026 | Simonhöhe   | Parallel-Riesenslalom |
| 22.03.2026 | Winterberg  | Parallelslalom        |

## Snowboardcross

### Kalender

#### Einzel
| Datum      | Ort              |
| ---------- | ---------------- |
| 20.12.2025 | Cervinia         |
| 09.01.2026 | Beidahu          |
| 10.01.2026 | Beidahu          |
| 17.01.2026 | Dongbeiya        |
| 18.01.2026 | Dongbeiya        |
| 24.01.2026 | Isola 2000       |
| 31.01.2026 | Gudauri          |
| 01.02.2026 | Gudauri          |
| 07.03.2026 | Erzurum          |
| 08.03.2026 | Erzurum          |
| 15.03.2026 | Montafon         |
| 28.03.2026 | Mont Sainte-Anne |
| 29.03.2026 | Mont Sainte-Anne |

#### Mixed
| Datum      | Ort        |
| ---------- | ---------- |
| 21.12.2025 | Cervinia   |
| 25.01.2026 | Isola 2000 |

## Freestyle

### Kalender

#### Halfpipe
| Datum      | Ort             |
| ---------- | --------------- |
| 12.12.2025 | Secret Garden   |
| 19.12.2025 | Copper Mountain |
| 02.01.2026 | Calgary         |
| 09.01.2026 | Aspen           |
| 17.01.2026 | Laax            |
| 08.03.2026 | Ban-K           |
| 28.03.2026 | Silvaplana      |

#### Slopestyle
| Datum      | Ort        |
| ---------- | ---------- |
| 10.01.2026 | Aspen      |
| 18.01.2026 | Laax       |
| 21.03.2026 | Flachau    |
| 29.03.2026 | Silvaplana |

#### Big Air
| Datum      | Ort               |
| ---------- | ----------------- |
| 29.11.2025 | Secret Garden     |
| 06.12.2025 | Peking            |
| 13.12.2025 | Steamboat Springs |